# Procuror general adjunct al Statelor Unite ale Americii
Procurorul general adjunct al Statelor Unite reprezintă a doua funcție ca importanță din Departamentul de Justiție al Statelor Unite și supraveghează activitățile zilnice ale departamentului. Adjunctul procurorului general preia atribuțiile procurorului general în absența sa. Lisa Monaco ocupă această funcție din 21 aprilie 2021.
Procurorul general adjunct este numit politic⁠(d) în funcție de președintele Statelor Unite, iar apoi își preia funcția cu avizul și acordul Senatului Statelor Unite. Poziția a fost înființată în 1950.

## Lista procurorilor generali adjuncți
| #           | Portret           | Nume                  | Preluarea mandatului | Părăsirea mandatului | Președintele sub care activează |
| ----------- | ----------------- | --------------------- | -------------------- | -------------------- | ------------------------------- |
| 1           |                   | Peyton Ford           | 24 mai 1950          | 1951                 | Harry S. Truman                 |
| 2           |                   | A. Devitt Vanech      | 1951                 | 1952                 | Harry S. Truman                 |
| 3           |                   | Ross L. Malone        | 1952                 | 20 ianuarie 1953     | Harry S. Truman                 |
| 4           |                   | William P. Rogers     | 20 ianuarie 1953     | 23 octombrie 1957    | Dwight D. Eisenhower            |
| 5           |                   | Lawrence Walsh        | 29 decembrie 1957    | 20 ianuarie 1961     | Dwight D. Eisenhower            |
| 6           |                   | Byron White           | 20 ianuarie 1961     | 16 aprilie 1962      | John F. Kennedy                 |
| 7           |                   | Nicholas Katzenbach   | 16 aprilie 1962      | 28 ianuarie 1965     | John F. Kennedy                 |
| 7           | Lyndon B. Johnson | Nicholas Katzenbach   | 16 aprilie 1962      | 28 ianuarie 1965     |                                 |
| 8           |                   | Ramsey Clark          | 28 ianuarie 1965     | 10 martie 1967       |                                 |
| 9           |                   | Warren Christopher    | 10 martie 1967       | 20 ianuarie 1969     |                                 |
| 10          |                   | Richard Kleindienst   | January 20, 1969     | June 12, 1972        | Richard Nixon                   |
| 11          |                   | Ralph E. Erickson     | 1972                 | 1973                 | Richard Nixon                   |
| 12          |                   | Joseph Sneed          | Februarie 1973       | 9 iulie 1973         | Richard Nixon                   |
| 13          |                   | William Ruckelshaus   | 9 iulie 1973         | 20 octombrie 1973    | Richard Nixon                   |
| 14          |                   | Laurence Silberman    | 20 ianuarie 1974     | 6 aprilie 1975       | Gerald Ford                     |
| 15          |                   | Harold R. Tyler, Jr.  | 6 aprilie 1975       | 20 ianuarie 1977     | Gerald Ford                     |
| 16          |                   | Peter F. Flaherty     | 12 aprilie 1977      | 1978                 | Jimmy Carter                    |
| 17          |                   | Benjamin Civiletti    | 16 mai 1978          | 16 august 1979       | Jimmy Carter                    |
| 18          |                   | Charles Byron Renfrew | 1980                 | 1981                 | Jimmy Carter                    |
| 19          |                   | Edward C. Schmults    | 1981                 | 1984                 | Ronald Reagan                   |
| 20          |                   | Carol E. Dinkins      | 1984                 | 1985                 | Ronald Reagan                   |
| 21          |                   | D. Lowell Jensen      | 1985                 | 25 iunie 1986        | Ronald Reagan                   |
| 22          |                   | Arnold Burns          | 1986                 | 1988                 | Ronald Reagan                   |
| 23          |                   | Harold G. Christensen | 1988                 | 1989                 | Ronald Reagan                   |
| 24          |                   | Donald B. Ayer        | 1989                 | mai 1990             | George H. W. Bush               |
| 25          |                   | William P. Barr       | 26 mai 1990          | 26 noiembrie 1991    | George H. W. Bush               |
| 26          |                   | George Terwilliger    | 26 noiembrie 1991    | 20 ianuarie 1993     | George H. W. Bush               |
| 27          |                   | Philip Heymann        | 28 mai 1993          | 17 martie 1994       | Bill Clinton                    |
| 28          |                   | Jamie Gorelick        | 17 martie 1994       | mai 1997             | Bill Clinton                    |
| 29          |                   | Eric Holder           | 13 iunie 1997        | 20 ianuarie 2001     | Bill Clinton                    |
| Intermediar |                   | Robert Mueller        | 20 ianuarie 2001     | 10 mai 2001          | George W. Bush                  |
| 30          |                   | Larry Thompson        | 10 mai 2001          | 31 august 2003       | George W. Bush                  |
| 31          |                   | James Comey           | 9 noiembrie 2003     | 15 august 2005       | George W. Bush                  |
| Intermediar |                   | Robert McCallum, Jr.  | 15 august 2005       | 17 martie 2006       | George W. Bush                  |
| 32          |                   | Paul McNulty          | 17 martie 2006       | 26 iulie 2007        | George W. Bush                  |
| Intermediar |                   | Craig S. Morford      | 26 iulie 2007        | 10 martie 2008       | George W. Bush                  |
| 33          |                   | Mark Filip            | 10 martie 2008       | 20 ianuarie 2009     | George W. Bush                  |
| 34          |                   | David W. Ogden        | 12 martie 2009       | 5 februarie 2010     | Barack Obama                    |
| Intermediar |                   | Gary Grindler         | 5 februarie 2010     | 29 decembrie 2010    | Barack Obama                    |
| 35          |                   | James M. Cole         | 29 decembrie 2010    | 8 ianuarie 2015      | Barack Obama                    |
| 36          |                   | Sally Yates           | 10 ianuarie 2015     | 30 ianuarie 2017     | Barack Obama                    |
| 36          | Donald Trump      | Sally Yates           | 10 ianuarie 2015     | 30 ianuarie 2017     |                                 |
| Acting      |                   | Dana Boente           | 9 februarie 2017     | 25 aprilie 2017      |                                 |
| 37          |                   | Rod Rosenstein        | 26 aprilie 2017      | 11 mai 2019          |                                 |
| Intermediar |                   | Ed O'Callaghan        | 13 mai 2019          | 22 mai 2019          |                                 |
| 38          |                   | Jeffrey A. Rosen      | 22 mai 2019          | 23 decembrie 2020    |                                 |
| Intermediar |                   | Richard Donoghue      | 24 decembrie 2020    | 20 ianuarie 2021     |                                 |
| Intermediar |                   | John P. Carlin        | 21 ianuarie 2021     | 21 aprilie 2021      | Joe Biden                       |
| 39          |                   | Lisa Monaco           | 21 aprilie 2021      | Incumbent            | Joe Biden                       |